# Rablás
A rablás a korábbi magyar Büntető törvénykönyvben a vagyon elleni bűncselekmények közé tartozott. A hatályos 2012. évi C. törvény ezt a bűncselekményt a vagyon elleni erőszakos bűncselekmények közé sorolja. A hatályos Btk. 160. §-a a gyermekkor miatt nem büntethető elkövetés szabályozásánál súlyos szigorítást vezetett be:

„ Nem büntethető, aki a büntetendő cselekmény elkövetésekor a tizennegyedik életévét nem töltötte be, kivéve az emberölés [160. § (1)–(2) bekezdés], az erős felindulásban elkövetett emberölés (161. §), a testi sértés [164. § (8) bekezdés], a rablás [365. § (1)–(4) bekezdés] és a kifosztás [366. § (2)–(3) bekezdés] elkövetőjét, ha a bűncselekmény elkövetésekor a tizenkettedik életévét betöltötte, és az elkövetéskor rendelkezett a bűncselekmény következményeinek felismeréséhez szükséges belátással.”

## A hatályos 2012. évi C. törvény szerint
A rablást a hatályos Btk. a következők szerint szabályozza:

## Alapeset
Aki idegen dolgot jogtalan eltulajdonítás végett úgy vesz el mástól, hogy evégből
- a) valaki ellen erőszakot, illetve az élet vagy a testi épség elleni közvetlen fenyegetést alkalmaz, vagy
- b) öntudatlan vagy védekezésre képtelen állapotba helyezi,

bűntett miatt két évtől nyolc évig terjedő szabadságvesztéssel büntetendő.

Rablás az is, ha a tetten ért tolvaj a dolog megtartása végett erőszakot, illetve az élet vagy a testi épség elleni közvetlen fenyegetést alkalmaz.

## Minősített esetek
A büntetés 5 évtől 10 évig terjedő szabadságvesztés, ha a rablást
- a) fegyveresen,
- b) felfegyverkezve,
- c) csoportosan,
- d) bűnszövetségben,
- e) jelentős értékre,
- f) hivatalos személy, külföldi hivatalos személy vagy közfeladatot ellátó személy sérelmére, hivatalos eljárása, illetve feladata teljesítése során,
- g) a bűncselekmény felismerésére vagy elhárítására idős koránál vagy fogyatékosságánál fogva korlátozottan képes személy sérelmére követik el.[5]

A büntetés 5 évtől 15 évig terjedő szabadságvesztés, ha a rablást
- a) különösen nagy vagy ezt meghaladó értékre,
- b) jelentős értékre a (3) bekezdés a)–d) pontjában meghatározott módon,
- c) hivatalos személy, külföldi hivatalos személy vagy közfeladatot ellátó személy sérelmére, hivatalos eljárása, illetve feladata teljesítése során a (3) bekezdés a)–d) pontjában meghatározott módon követik el.[4]

## Előkészület
Aki rablásra irányuló előkészületet követ el, vétség miatt 2 évig terjedő szabadságvesztéssel büntetendő.

## A jogi tárgy
A bűncselekmény védett jogi tárgya kettős: részben védi a tulajdoni viszonyokat, részben pedig a cselekvési, személyi szabadságot.
E kettősségre, vagyis rablás és kényszerítés között fennálló cél-eszköz viszonyra figyelemmel, a Btk. a 365. § (1) bekezdésben összetett bűncselekményként, míg a 365. § (2) bekezdésben meghatározott esetet összefoglalt bűncselekményként szabályozza.
A kényszerítés nem okozhat emberölést – ekkor ugyanis rablás helyett nyereségvágyból elkövetett emberölést kell megállapítani.

## Értékhatárok
A vagyon elleni bűncselekmények, így lopás esetében is, a cselekmény büntetőjogi értékelését (minősítését, büntetési tételét) a cselekménnyel okozott kár illetve vagyoni hátrány vagy jogtalan előnyérték nagysága határozza meg. Ez választja el egymástól a szabálysértési és bűncselekményi alakzatokat, illetve a vétséget és a bűntettet.
A Büntető törvénykönyv szándékosan kerüli az értékhatárok számszerű megjelölését, ehelyett olyan fogalmakat használ, amelyeket a bírói gyakorlatnak kell számszerűsíteni. Ez a rugalmas megoldás nélkülözhetővé teszi a Büntető törvénykönyv szövegének gyakori módosítását, az összeghatárok tekintetében.

### Az értékhatárok 2022-ben
- Szabálysértési értékhatár: 0,- Ft – 50 000,- Ft-ig
- Kisebb érték:	50 000,- Ft – 500 000,- Ft
- Nagyobb érték: 500 000,- Ft – 5 000 000,- Ft
- Jelentős érték: 5 000 000,- Ft – 50 000 000,- Ft
- Különösen nagy érték:	50 000 000,- Ft – 500 000 000,- Ft
- Különösen jelentős érték:	500 000 000,- Ft-tól

Az „érték” szó jelzői tehát precíz jogi szakkifejezések, ezért nem cserélhetők fel más, irodalmi vagy köznapi nyelvi kifejezésekkel.

## Az elkövetési tárgy
A bűncselekmény elkövetési tárgya ingó, értékkel rendelkező idegen dolog. A rablás bármennyire csekély érték esetén is megállapítható.

## A Csemegi-kódexben
A Csemegi-kódex a rablást és a zsarolást ugyanabban a fejezetben (XXVII. Fejezet) szabályozta, és ezzel fejezte ki rokonértelműségüket. A rabláshoz képest a zsarolás szubszidiárius bűncselekményként fogta fel.

## Az 1978. évi IV. törvény szerint

### Meghatározása
A 2013. július 1-ig hatályos „régi” büntetőtörvénykönyv szerint a rablást az követi el, aki
- idegen dolgot jogtalan eltulajdonítás végett úgy vesz el mástól, hogy evégből valaki ellen erőszakot avagy élet vagy testi épség elleni közvetlen fenyegetést alkalmaz, illetőleg valakit öntudatlan vagy védekezésre képtelen állapotba helyez,
- lopás közben, tettenéréskor a dolog megtartása végett erőszakot avagy élet vagy testi épség elleni közvetlen fenyegetést alkalmaz.[7]

### Minősített esetei
Minősített esete a rablás bűncselekményének és 5-től 10 évig terjedő szabadságvesztéssel büntetendő, amennyiben azt
- a) bűnszövetségben vagy csoportosan
- b) felfegyverkezve
- c) jelentős értékre
- d) Hivatalos személy, külföldi hivatalos személy ellen, hivatalos eljárása alatt, vagy közfeladatot ellátó személy ellen, e feladatának teljesítése során követik el.[8]

5-től 15 évig terjedő szabadságvesztéssel büntetendő, ha
- a) fegyveresen
- b) különösen nagy vagy ezt meghaladó értékre
- c) jelentős értékre hivatalos személy, külföldi hivatalos személy ellen, hivatalos eljárása alatt vagy közfeladatot ellátó személy ellen, e feladatának teljesítése során, illetőleg jelentős értékre felfegyverkezve, bűnszövetségben vagy csoportosan
- d) felfegyverkezve vagy csoportosan hivatalos személy, külföldi hivatalos személy ellen, hivatalos eljárása alatt vagy közfeladatot ellátó személy ellen, e feladata teljesítése során követik el.[9]

10-től 15 évig terjedő szabadságvesztés a büntetése, amennyiben
- a) fegyveresen jelentős értékre
- b) fegyveresen hivatalos személy, külföldi hivatalos személy ellen, hivatalos eljárása alatt vagy közfeladatot ellátó személy ellen, e feladata teljesítése során

követik el.
A szabadságvesztés a (3),(4),(5) bekezdés esetén fegyházban hajtandó végre.

### Büntetési tétele
Büntetési tétele alapesetben 2-től 8 évig terjedő szabadságvesztés.

### Előkészülete, kísérlete
Előkészülete is büntetendő, kísérlete lehetséges, amennyiben az értékszerzés nem jár sikerrel. A befejezett tényállás megköveteli az előny szerzését.
Aki rablásra irányuló előkészületet követ el, vétség miatt két évig terjedő szabadságvesztéssel büntetendő.

## Elhatárolás a lopástól
Nem lopást, hanem rablást követ el az, aki idegen dolgot jogtalan eltulajdonítás végett úgy vesz el mástól, hogy erőszakot, illetve az élet vagy testi épség elleni közvetlen fenyegetést a jogtalan eltulajdonítás érdekében alkalmaz. Rablásnak minősül az is, amennyiben a tetten ért elkövető a mástól már elvett dolog megtartása végett alkalmazza az erőszakot, illetve az élet vagy a testi épség elleni közvetlen fenyegetést.